# Peter Iwers
Peter Iwers, född 15 maj 1975, är en musiker och basist som spelar i banden Cyhra och The Halo Effect. Han var mellan 1997 och 2016 medlem i den svenska melodiska death metal-gruppen In Flames. Iwers började spela med In Flames 1997 inför albumet Colony (1999) då han ersatte Johann Larsson. Tidigare spelade han i bandet Chameleon".
Han är även krögare och driver Restaurang 2112 i Göteborg ihop med Björn Gelotte samt bryggeriet Odd Island Brewing tillsammans med Daniel Svensson.
Peter Iwers är bror till Anders Iwers som är basist i Tiamat och Dark Tranquillity.

## Biografi

### In Flames
Iwers var sedan 1997 basist i In Flames. Hans första album med bandet är Colony och sedan dess har han med In Flames givit ut ytterligare sex fullängdsalbum och turnerat världen runt, bland annat i Japan, USA och Europa. Albumet Come Clarity, som gavs ut 2006, sålde 24 000 exemplar första veckan i USA, och hamnade därmed på 58:e plats på  Billboardlistan. Nästkommande album, A Sense of Purpose, gavs ut i april 2008 och det senaste Sounds of a Playground Fading släpptes i juni 2011.
Iwers meddelade i november 2016 att han lämnar In Flames efter den pågående turnén i USA.  

### Övriga projekt
Iwers medverkar på två av låtarna på Pains album Psalms Of Extinction som utgavs i april 2007. Under våren deltog han också i delar av Pains turné, i Ukraina och Ryssland 18-20 maj.

## Diskografi

### Med In Flames
- 1999 - Colony
- 2000 - Clayman
- 2002 - Reroute To Remain
- 2003 - Trigger (EP)
- 2004 - Soundtrack To Your Escape
- 2006 - Come Clarity
- 2008 - The Mirror's Truth (EP)
- 2008 - A Sense of Purpose
- 2011 - Sounds of a Playground Fading
- 2014 - Siren Charms
- 2016 - Battles

Singlar
- 2002 - Cloud Connected
- 2004 - The Quiet Place
- 2006 - Take This Life
- 2006 - Dead End
- 2006 - Come Clarity
- 2008 - The Mirror's Truth

Livealbum
- 2001 - Tokyo Showdown

DVD
- 2005 - Used & Abused... In Live We Trust
- 2016 - Sounds from the Heart of Gothenburg

### Med Pain
- 2007 - Psalms Of Extinction

### Med Cyhra[4]
2017 - Letters To Myself

### Med Paulo Mendonca
2017 - U Got 2 Believe

### Med The Halo Effect[5]
- 2022 - Days Of The Lost

Singlar
- 2021 - Shadowminds
- 2022 - Feel What I Believe
- 2022 - Days Of The Lost